# La Greca
Olivia Martínez Alonso de Liaño (Bilbao, 6 de mayo de 1937), más conocida como La Greca, es una cantante, bailarina y torera española.

## Vida
A la edad de quince años fue primera bailarina de la Compañía de Baile Clásico de París. Luego ella, con sus hermanos Juan Martínez El Payo y Emilio Martínez, formaron el trío Los tres Martínez y trabajaron con mucho éxito en el Moulin Rouge.
Unos años después adoptó su nombre artístico de La Greca y llegó ser muy famosa y conocida en España, México, Japón, EE. UU.. Empezó a torear en Colombia, Ecuador, Perú, Panamá y Costa Rica, toreando con matadores famosos, como Manuel Benítez "El Cordobés".
Fue una de las pioneras del toreo femenino español.